# Chthonius cavophilus
Espèce
Chthonius cavophilus est une espèce de pseudoscorpions de la famille des Chthoniidae.

## Distribution
Cette espèce est endémique de Bulgarie. Elle se rencontre dans la grotte Dolnata peshtera à Zlatna Panega (en) à Yablanitsa.

## Publication originale
- Hadži, 1939 : Pseudoskorpioniden aus Bulgarien. Mitteilungen aus dem Königlichen Naturwissenschaftlichen Institut in Sofia, vol. 13, p. 18-48.